# Fontanetto Po
Fontanetto Po är en ort och kommun i provinsen Vercelli i regionen Piemonte, Italien. Kommunen hade 1 103 invånare (2018).